# Mika (profet)
 For alternative betydninger, se Mika. (Se også artikler, som begynder med Mika)
Mika er en af de tolv små profeter, hvis historier udgør afslutningen på Det Gamle Testamente i Bibelen.
| Mika som profet | Mika som profet   |
| --------------- | ----------------- |
| Skribent af :   | Mikas bog.        |
| Skrevet i :     | Juda              |
| Fuldført :      | før 717 f.Kr.     |
| Spænder over:   | ca. 777-717 f.Kr. |

Som mange af de andre profeter, taler Mika kun meget lidt om sig selv.
- Navnet Mika er en forkortelse af Mikael (der betyder „hvem er som Gud?“). [1]
- Mika tjener som profet i 60 år fra 777 til 717 f.Kr., altså før Obadias og efter Jonas. [1]
- Han er „fra landsbyen Moresjet“. [2]
- Guds ord kom til ham „i Judas's kongers Jotam, Akaz og Hizkijas dage“. [2]
- Han fik syner om Samaria og Jerusalem. [2]
- Han levede samtidig med profeterne Hoseas og Esajas.[1]